# Hans Martens (Leichtathlet)
Hans Martens (* 30. Oktober 1911 in Kiel; † 6. Juni 1970 ebenda) war ein deutscher Leichtathlet, der sich auf den Hochsprung spezialisiert hatte. 
Der 1,89 m große und 79 kg schwere Athlet nahm zusammen mit Gustav Weinkötz und Günther Gehmert an den Olympischen Spielen 1936 in Berlin teil. Nachdem er noch ein Jahr zuvor mit 1,96 m persönliche Bestleistung erzielt hatte, war er in Berlin jedoch völlig außer Form. Während Gustav Weinkötz und Günther Gehmert keine Mühe hatten, die Qualifikationshöhe von 1,85 m zu überqueren, musste Hans Martens bereits bei der Anfangshöhe von 1,70 m den Wettkampf beenden und kam mit mehreren anderen Athleten auf Platz 32. In die Wertung gingen damals nur die übersprungenen Höhen, nicht aber die Fehlversuche ein. Nach heutiger Regelung wäre Hans Martens auf den 40. und letzten Platz gekommen, da er als einziger die 1,70 m erst im zweiten Versuch meisterte. 
Auf nationaler Ebene gewann er fünf Vizemeisterschaften (1933, 1934, 1935, 1938 und 1939). Hinzu kommt ein dritter Platz im Jahr 1941. 
Hans Martens startete für den TV Kiel, ab 1939 für Marine Kiel. 

## Weblink
- Hans Martens in der Datenbank von Olympedia.org (englisch)

| Personendaten    | Personendaten          |
| ---------------- | ---------------------- |
| NAME             | Martens, Hans          |
| KURZBESCHREIBUNG | deutscher Leichtathlet |
| GEBURTSDATUM     | 30. Oktober 1911       |
| GEBURTSORT       | Kiel                   |
| STERBEDATUM      | 6. Juni 1970           |
| STERBEORT        | Kiel                   |